# سباق طواف فرنسا 1939
سباق طواف فرنسا 1939 من سلسلة سباقات سباق طواف فرنسا. أقيم هذا السباق في تاريخ 10-30 يوليو 1939 على 18 (28 including split stages) مراحل. بعد مرور 132 ساعة و03 دقيقة و17 ثانية وبعد طي 4224 كم بمتوسط 31.986 كم في الساعة فاز بالميدالية الذهبية سيلفير ما من بلجيكا، فيما حصد رينيه فييتو من فرنسا الميدالية الفضية، وكانت الميدالية البرونزية من نصيب لوسيان فلايماينك من بلجيكا.

## الميداليات
| ذهب                | فضة                 | برونز                     |
| سيلفير ما - بلجيكا | رينيه فييتو - فرنسا | لوسيان فلايماينك - بلجيكا |